# 安藤宏基
安藤宏基（日语： Andō Kōki，1947年10月7日—），大阪府池田人，原名吳宏基，安藤百福（吴百福）次子，日清食品CEO。

## 概要
1971年3月，從慶應義塾大學商學部畢業，後留學美國哥倫比亞大學。他曾致力於開發熱門產品，如日清U.F.O炒麵與日清兵衛麵。